# Arbouans
Arbouans är en kommun i departementet Doubs i regionen Bourgogne-Franche-Comté i östra Frankrike. Kommunen ligger i kantonen Audincourt som tillhör arrondissementet Montbéliard. År 2022 hade Arbouans 891 invånare.

## Befolkningsutveckling
Antalet invånare i kommunen Arbouans
Referens:INSEE